# Фанат

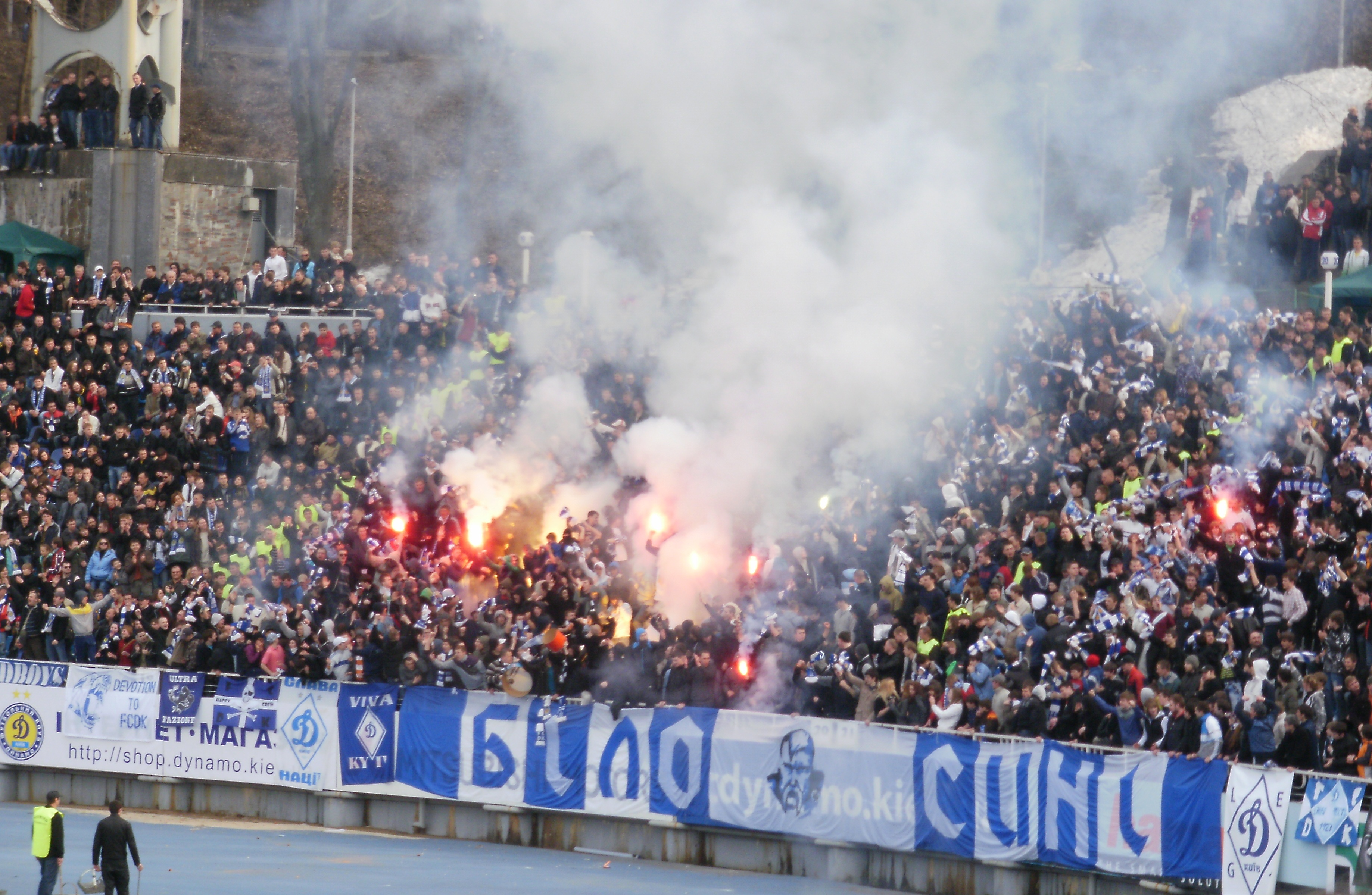
Фанати (ультрас) футбольного клубу «Динамо» (Київ)

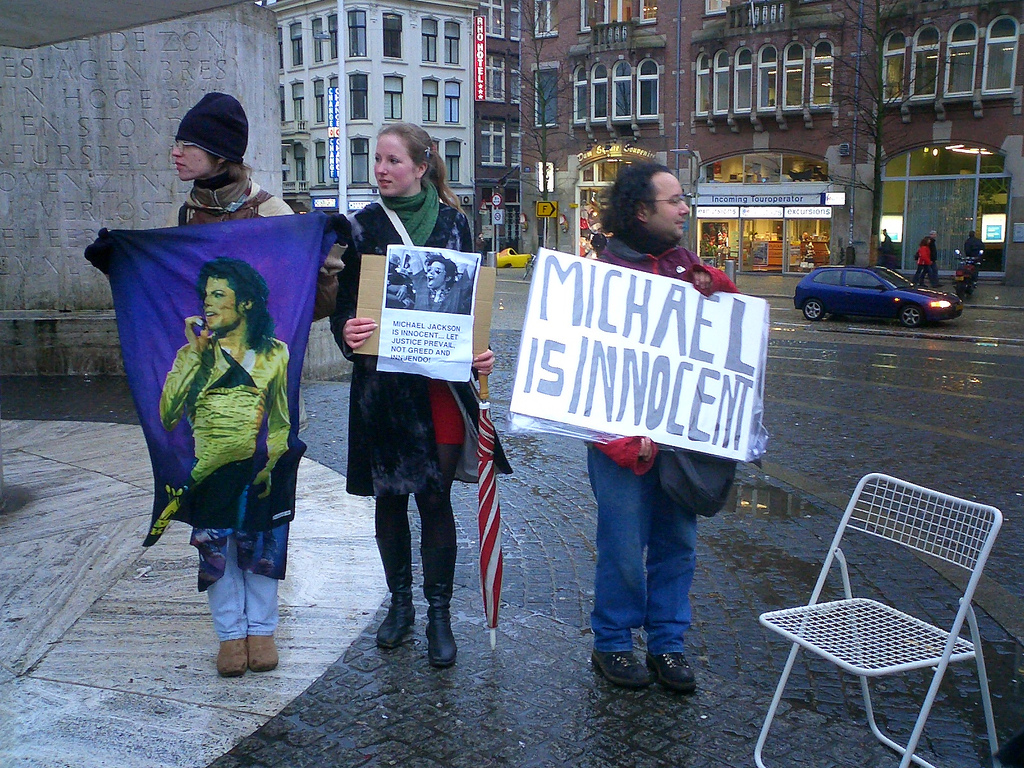
Фанати Майкла Джексона

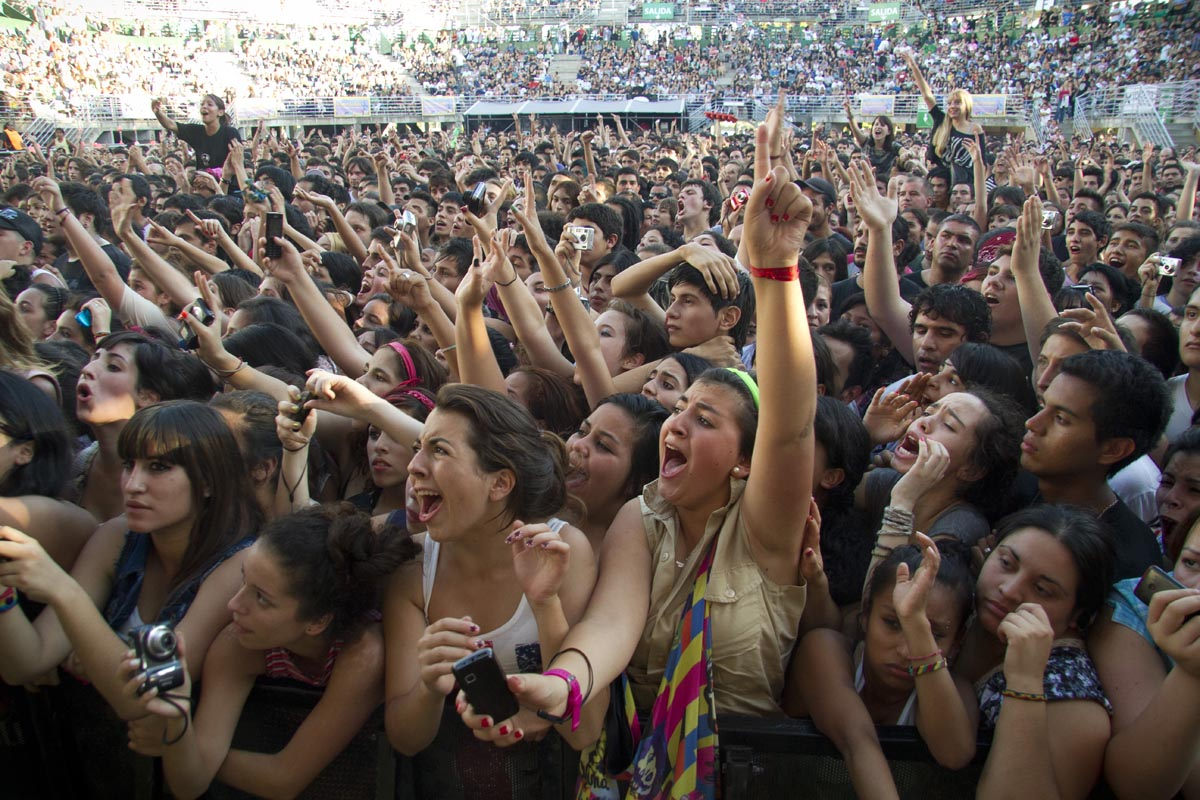
Вболівальники на концерті в Буенос-Айресі, Аргентина

Фана́т (також фан, від фанатик, грец. Φανατισμός — «сліпа віра»; лат. Fanaticus — «одержимий», «несправжній») — людина, яка має перебільшене (надмірне) вподобання до певного предмету. Предмет вподобання може бути: людиною (або групою людей), спортивним клубом, витвором мистецтва, ідеями тощо. Фанати організовують зустрічі, під час яких обговорюють останні новини в житті їх кумирів.

## В поп-культурі

### «Стен»-фанати
«Стен» (англ. stan) є особливо (можливо, надмірно) завзятим шанувальником та/або прихильником знаменитості, телешоу, гурту, музичного артиста, фільму чи серіалу. Цей термін походить з пісні «Stan» 2000 року американського репера Емінема. В пісні йдеться про юнака на ім'я Стен, що одержимий репером. Згодом, цим терміном стали називати фанатів артистів, одержимих, як її герой. «Стен» також є поєднанням англійських слів «сталкер» та «фан». 2017 року термін було додано до Оксфордського словника англійської мови. Культуру стенів критикують за токсичність: кібербулінг, фальшиві негативні відгуки та заниження рейтингів конкурентам кумиру.